# 미케 항케
미케 항케(Mike Hanke, 1983년 11월 5일, 함 ~ )은 독일의 옛 축구 선수로, 스트라이커로 활약했다.

## 클럽 경력
항케는 분데스리가 2001-02 시즌에 FC 샬케 04 선수로 데뷔전을 치렀다. 그는 2005-06 시즌을 앞두고 토마스 슈트룬츠 감독의 제안 하에 VfL 볼프스부르크로 이적하였다.
2007년 5월, 항케는 하노버 96으로 이적하였고, 11골을 득점하여, 하노버 96이 리그 중위권을 안정적으로 차지하도록 하였다.
하노버 96에서 3시즌 반을 보낸 후, 그는 보루시아 묀헨글라트바흐로 이적하였다.
2013년 7월 1일, 항케는 보루시아 묀헨글라트바흐를 떠나 SC 프라이부르크로 이적하였다.

## 국가대표 경력
항케는 2005년 6월 8일, 2-2로 비긴 아르헨티나와의 2005년 FIFA 컨페더레이션스컵 경기에서 국가대표 데뷔전을 치렀다. 그는 6월 29일, 튀니지와의 경기에서 첫 골을 기록하였지만, 멕시코 축구 국가대표팀과의 그의 2번째 경기에서 퇴장을 당하였다.
그는 2006년 FIFA 월드컵의 독일 최종 23인 엔트리에 포함되었지만, 컨페더레이션스 컵 마지막 경기에서의 퇴장으로 처음 2경기에 출장할 수 없었다. 그는 포르투갈과의 3위 결정전에서 교체 출장하였다.

## 사생활
항케와 그의 여자친구 제니 맥마누스는 2007년 3월 15일에 태어난 딸 자나타-페이와 2008년 2월 20일에 태어난 아들 제이론-케인을 슬하에 두고 있다.

## 트리비아
항케는 아이러니하게도 잔디 알레르기가 있다. 그는 잔디에 피부를 접촉하면 염증을 느낀다.